# McLaren M14A

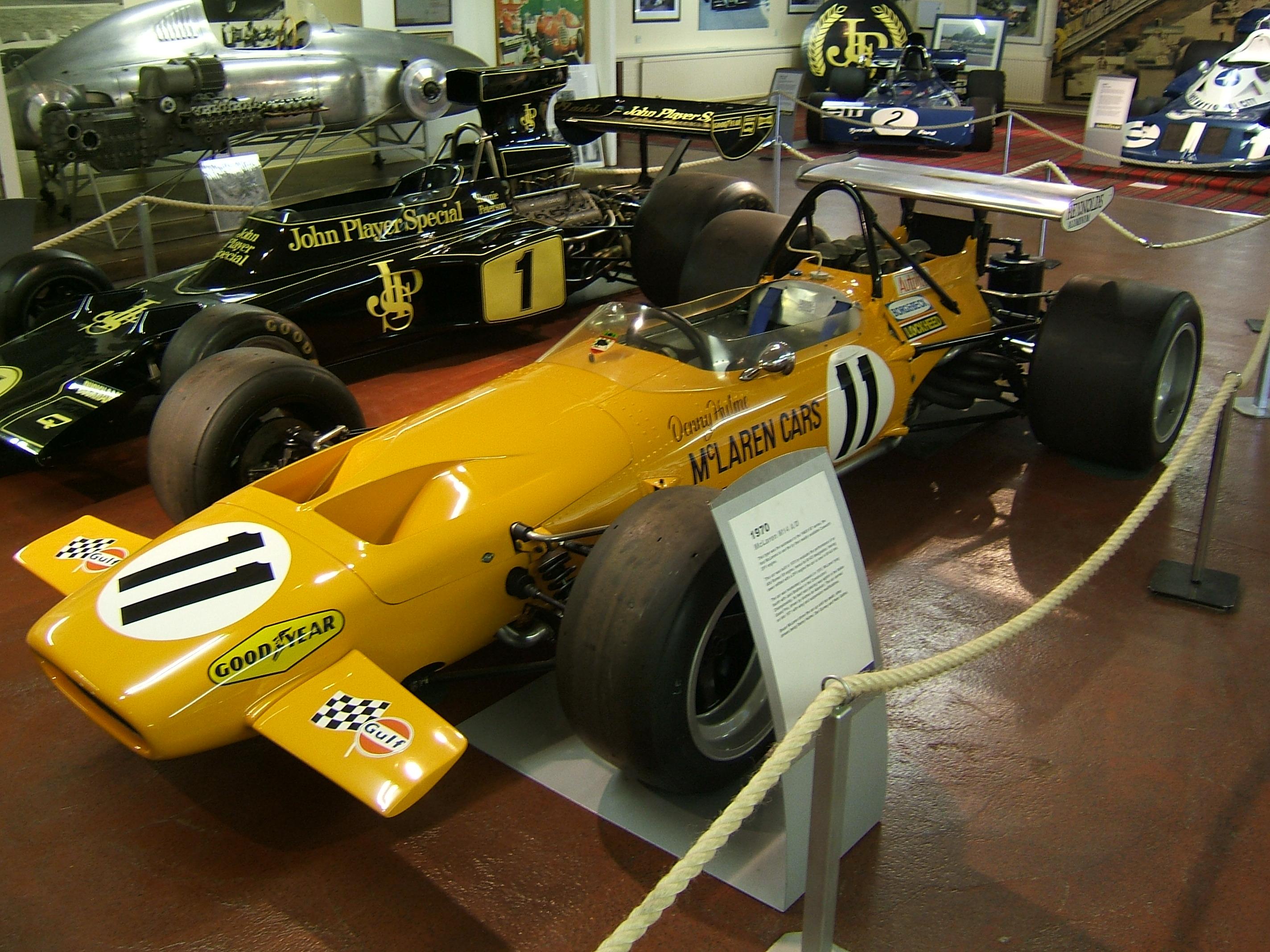
Un M14A en el Donington Grand Prix Collection.

El McLaren M14A fue un monoplaza de Fórmula 1 construido por el equipo McLaren para competir en la temporada 1970 y en la temporada 1971. La especificación D fue una extensión de la especificación A que se usó más tarde.
El M14A fue diseñado por Bruce McLaren, Gordon Coppuck y Jo Marquart y era en esencia un monoplaza derivado del M7 con ciertas innovaciones importantes. El cambio más notable era el hecho de montar los frenos traseros de manera interna en un esfuerzo por aligerar peso. El tamaño de los tanques de gasolina se incrementó y las barras antivuelco eran tubulares para ser el monoplazamás ligero. El chasis era totalmente monocasco con panales de aluminio y magnesio adheridas a mamparas fabricadas de hierro. El motor se situaba en la parte trasera de la mampara del cockpit. El motor se usó como una pieza más del chasis en tensión. El M14A corría con ruedas de llantas de magnesio de 15 pulgadas.

## Resultados

### Fórmula 1
(Clave) (negrita indica pole position) (cursiva indica vuelta rápida)

| Año     | Motor                    | Chasis    | Neu. | Pilotos           | 1   | 2   | 3   | 4   | 5   | 6   | 7   | 8   | 9   | 10  | 11  | 12  | 13  | Puntos | Pos. |
| ------- | ------------------------ | --------- | ---- | ----------------- | --- | --- | --- | --- | --- | --- | --- | --- | --- | --- | --- | --- | --- | ------ | ---- |
| 1970    | Ford Cosworth DFV 3.0 V8 | M14A M14D | G    |                   | RSA | ESP | MON | BEL | NED | FRA | GBR | GER | AUT | ITA | CAN | USA | MEX | 35     | 5.º  |
| 1970    | Ford Cosworth DFV 3.0 V8 | M14A M14D | G    | Bruce McLaren     | Ret | 2   | Ret |     |     |     |     |     |     |     |     |     |     | 35     | 5.º  |
| 1970    | Ford Cosworth DFV 3.0 V8 | M14A M14D | G    | Denny Hulme       | 2   | Ret | 4   |     |     | 4   | 3   | 3   | Ret | 4   | Ret | 7   | 3   | 35     | 5.º  |
| 1970    | Ford Cosworth DFV 3.0 V8 | M14A M14D | G    | Peter Gethin      |     |     |     |     | Ret |     |     | Ret | 10  | Ret | 6   | 14  | Ret | 35     | 5.º  |
| 1970    | Ford Cosworth DFV 3.0 V8 | M14A M14D | G    | Dan Gurney        |     |     |     |     | Ret | 6   | Ret |     |     |     |     |     |     | 35     | 5.º  |
| 1970    | Alfa Romeo 3.0 V8        | M14A M14D | G    | Andrea de Adamich |     |     |     |     | DNQ |     |     | DNQ | 12  | 8   | Ret | DNQ |     | 0      | NC   |
| 1971    | Ford Cosworth DFV 3.0 V8 | M14A      | G    |                   | RSA | ESP | MON | NED | FRA | GBR | GER | AUT | ITA | CAN | USA |     |     | 10*    | 6.º  |
| 1971    | Ford Cosworth DFV 3.0 V8 | M14A      | G    | Peter Gethin      |     | 8   | Ret |     |     |     |     |     |     |     |     |     |     | 10*    | 6.º  |
| 1971    | Ford Cosworth DFV 3.0 V8 | M14A      | G    | Jackie Oliver     |     |     |     |     |     | Ret |     |     | 7   |     |     |     |     | 10*    | 6.º  |
| Fuente: |                          |           |      |                   |     |     |     |     |     |     |     |     |     |     |     |     |     |        |      |

- * Incluye puntos obtenidos por otros monoplazas.